# Manfred Wolke
Manfred Wolke (Babelsberg, 14 de enero de 1943-Fráncfort del Órder, 29 de mayo de 2024) fue un militar, boxeador y entrenador alemán que llegó a consagrarse campeón olímpico, representando a la entonces República Democrática Alemana, en los Juegos Olímpicos de México 1968.

## Biografía
Nació como el menor de 10 hijos y creció sin su padre, quien murió en la Segunda Guerra Mundial. Aprendió el oficio de montador de locomotoras y tras sus inicios como futbolista, se inició en el boxeo en el BSG Motor Babelsberg en 1959.
Se unió al Ejército Popular Nacional como atleta profesional, una práctica común de los países comunistas. Se retiró de la fuerza en los años 1980, poco antes de la caída del Muro de Berlín.
En 1985, debido a problemas con el alcohol, fue transferido a la fuerza a la división junior y degradado de teniente coronel a mayor. Wolke dijo: «Había tropezado con una señal de alto, pero no quería admitirlo. Entonces me di cuenta de que estaba al borde». En 1987 se recuperó del alcoholismo y volvió a ser entrenador.
En 1996 dijo: «Sin la RDA, mi carrera deportiva no hubiera sido posible». Actualmente vive en Fráncfort del Óder, tiene tres hijos y cuatro nietos.

## Carrera
A partir de 1965 se formó en ASK Forward Berlin, de 1967 a 1970 fue campeón de peso wélter y en 1971 en el campeón de Alemania del Este. En los años 1967 y 1971 fue Subcampeón de Europa.
En 1968 coronó su carrera amateur con una medalla de oro en los Juegos Olímpicos de México, al vencer en la final al camerunés Joseph Bessala. Este éxito fue decisivo para su futura vida deportiva más tarde.

### Años 1970
En los siguientes Juegos Olímpicos de Múnich 1972, fue el abanderado de la delegación de Alemania Oriental en la ceremonia de apertura, pero no pudo repetir el éxito anterior. Incapacitado por una lesión en la ceja, perdió temprano en el torneo de boxeo ante quien finalmente resultó campeón olímpico, Emilio Correa Vaillant de Cuba. Poco tiempo después, terminó su activa carrera con un récord de 258 peleas y 236 victorias.

## Entrenador
Tras estudiar en la Universidad Alemana de Cultura Física, trabajó como entrenador de aficionados, entre ellos Rudi Fink, que se convirtió en campeón olímpico en 1980. En 1988 Henry Maske ganó la medalla de oro en los Juegos Olímpicos y un año después el título mundial. Axel Schulz también fue uno de sus protegidos en el ámbito amateur. Como entrenador aficionado, Wolke, que tenía el grado de teniente coronel, ganó un total de 23 medallas en Juegos Olímpicos, Campeonatos del Mundo y Campeonatos de Europa con sus protegidos.

### Años 1990
En 1990, junto con Maske, se cambió al campamento profesional en el establo de boxeo de Sauerland .  En marzo de 1993, con Wolke como entrenador, Maske se convirtió en campeón de peso semipesado de la FIB.  Maske como boxeador y Wolke como entrenador se convirtieron en las principales figuras del auge del boxeo profesional alemán en los años 1990. El protegido de Cloud, Axel Schulz, luchó como profesional por el campeonato mundial de peso pesado. El hecho de que Schulz se perdiera el título fue una derrota que nunca superaría, dijo el entrenador en 2018.

### Años 2000
Más tarde entrenó a profesionales como Danilo Häußler (fue campeón europeo de peso supermediano bajo la nube en 2001), Timo Hoffmann, Kai Kurzawa, Enad Licina y Artur Hein. Mientras tanto, desde diciembre de 2006 hasta marzo de 2007, también entrenó a Maske nuevamente en preparación para su revancha contra Virgil Hill, que finalmente Maske pudo ganar.

### Retiro
En 2010 el establo de boxeo de Sauerland ya no quería extender el contrato con Wolke, por lo que su campamento de boxeo profesional en Fráncfort del Óder cerró sus puertas.
En septiembre de 2013 volvió a ser entrenador de su ex protegido, Enad Licina, quien ocupaba el cuarto lugar en el ranking mundial de la FIB y esperaba cumplir su sueño de convertirse en campeón mundial de los pesos cruceros. El proyecto fracasó y Wolke no volvió a entrenar.

## Legado
El periodista Gunnar Meinhardt, al evaluar la carrera de Wolke como boxeador y entrenador, escribió: «En particular se distinguió por la disciplina, la inteligencia, la diligencia y la dureza contra sí mismo. Cualquier cosa que Wolke pueda mostrar en el deporte, probablemente retendrá su valor único en este país por la eternidad».
Henry Maske dijo de su entrenador, con quien tuvo una relación tensa tanto como aficionado como profesional:  «Sin Manfred Wolke no habría logrado nada de esto. Era el filósofo entre los entrenadores, la sutileza, fue capaz de convencer a sus boxeadores con mucha pericia de lo que tenían que hacer y lo que no».